# Groveton (Virginia)
Groveton es un lugar designado por el censo en el  condado de Fairfax, Virginia  (Estados Unidos). Según el censo de 2010 tenía una población de 20.861 habitantes.

## Demografía
Según el censo del 2000, Groveton tenía 21.296 habitantes, 8.076 viviendas, y 5.297 familias. La densidad de población era de 1.337 habitantes por km².
De los 8.076 viviendas en un 32,5%  vivían niños de menos de 18 años, en un 48,1%  vivían parejas casadas, en un 12,3% mujeres solteras, y en un 34,4% no eran unidades familiares. En el 26% de las viviendas  vivían personas solas el 6,2% de las cuales correspondía a personas de 65 años o más que vivían solas. El número medio de personas viviendo en cada vivienda era de 2,63 y el número medio de personas que vivían en cada familia era de 3,17.
Por edades la población se repartía de la siguiente manera: un 24,5% tenía menos de 18 años, un 8,6% entre 18 y 24, un 36,5% entre 25 y 44, un 22,1% de 45 a 60 y un 8,3% 65 años o más.
La edad media era de 35 años.  Por cada 100 mujeres de 18 o más años  había 97,8 hombres.
La renta media por vivienda era de 60.150$ y la renta media por familia de 67.605$. Los hombres tenían una renta media de 42.002$ mientras que las mujeres 38.149$. La renta per cápita de la población era de 27.697$. En torno al 3,7% de las familias y el 6,8% de la población estaban por debajo del umbral de pobreza.

## Localidades adyacentes
El siguiente diagrama muestra a las localidades más próximas a Groveton.